# Téotolon
Téotolon est un évêque de Tours du Xe siècle (932 - †945).
Tout d'abord doyen du chapitre de Saint-Martin de Tours, puis moine clunisien, il devient ensuite archevêque de Tours de 932 à 945, date de sa mort. Il est surtout connu pour avoir été l'artisan de la restauration de l'abbaye de Saint-Julien et pour ses actions dans le domaine de l'aménagement foncier de la ville.

## Biographie
La date de naissance de Téotolon (également orthographié Théotolon) ne semble indiquée dans aucun document. La première mention de son existence, en 907, en fait un simple prêtre. Deux ans plus tard, il est préchantre de Saint-Martin
Le 31 mai 914, il est attesté comme doyen de Saint-Martin, mais il occupe déjà cette fonction depuis un certain temps, peut-être depuis 911 ; il conserve cette charge jusqu'en avril 927 au moins.
Il part ensuite à l'abbaye de Cluny vers 920, probablement à la demande de son ami Odon de Cluny, né à Tours et ancien chanoine de Saint-Martin ; ce départ semble coïncider avec l'élévation d'Odon au titre d'abbé de Cluny.
Il ne revient à Tours que lorsqu'il est nommé archevêque, le 16 décembre 931 ; il occupe cette fonction jusqu'à sa mort survenue le 28 avril 945. Il est inhumé dans le chœur de l'abbatiale de Saint-Julien, où son tombeau est identifié au XIXe siècle à l'occasion de travaux.

## Téotolon, archevêque et urbaniste de la ville de Tours auXesiècle
Téotolon est un protagoniste essentiel de la maîtrise foncière de l'espace urbain de Tours notamment pour la collégiale de Saint-Martin puis pour le monastère de Saint-Julien.

### Téotolon, doyen de Saint-Martin
En 918, probablement pour répondre à un besoin de sécurité après les raids normands dont elle a été l'objet, probablement aussi pour marquer sa puissance grandissante vis-à-vis de Marmoutier et de la Cité, les deux autres pôles religieux de la ville de Tours, l'abbaye de Saint-Martin et une partie des terrains environnants sont enclos d'une enceinte, probablement en bois défendue par un fossé ; cette édification avait commencé une quinzaine d'années plus tôt.
Téotolon intègre cette enceinte dans un plan qui consacre la partition de l'espace entre laïcs (au nord) et chanoines (au sud) à l'intérieur du secteur défendu, les oppositions entre les pouvoirs laïcs et ecclésiastiques étant bien présents, même s'il convient de maintenir une certaine proximité entre les laïcs et les chanoines, ouverts sur le monde extérieur. Téotolon est aussi l'artisan principal de l'extension du plan de voirie du monastère de Saint-Martin jusqu'à la Loire dans le territoire dépendant du monastère,.

### Téotolon, évêque de Tours et le monastère de Saint-Julien
Devenu évêque de Tours, Téotolon s'employa à la reconstruction du monastère de Saint-Julien, détruit ou en tout cas fortement endommagé lors de raids vikings du Xe siècle. C'est maintenant lui qui fait appel à son ami Odon ; ce dernier quitte alors Cluny pour venir à Tours devenir abbé de Saint-Julien. L'action de Téotolon ne se limite seulement pas à la reconstruction du monastère ni à son relèvement spirituel, puisque, suivant l'exemple du monastère de Saint-Martin, lui et sa sœur Gersinde font don de biens fonciers au monastère de Saint-Julien. Ces domaines fonciers se trouvent aux alentours de Saint-Julien, mais aussi, vers l'ouest, de part et d'autre des possessions de Saint-Martin installées une trentaine d'années plus tôt par le même Téotolon. Cet éloignement est voulu ; il s'agit d'y installer les laïcs au service de l'abbaye, mais en même temps de préserver la tranquillité des moines. Cette démarche s'inscrit dans un plan préétabli et les traces de cette réorganisation spatiale sont visibles jusqu'à la Révolution française, limitant le développement d'un réseau viaire dense aux alentours de Saint-Julien.
Les objectifs de Téotolon n'étaient certainement pas d'ordre purement urbanistique, ce fait n'étant qu'un effet collatéral de son action, mais s'inscrivaient davantage dans une volonté de permettre aux chanoines de Saint-Martin, au contact de la « société civile » et aux moines de Saint-Julien, dont la retraite monacale est préservée, d'exercer pleinement leurs fonctions et de disposer des biens fonciers nécessaires à la vie de leurs communautés respectives.